# Dom kallar oss skådisar
Dom kallar oss skådisar är en svensk dokumentär programserie i SVT. Första programmet sändes 30 augusti 2011, och varje halvtimmeslånga program  följer en skådespelare i dennes vardag med arbete, kompletterat med intervjuer. (Serien är en uppföljning av den tidigare serien Dom kallar oss artister.)

## Huvudpersoner i programmen
- Maria Lundqvist
- David Dencik
- Cecilia Forss
- Krister Henriksson
- Gustaf Hammarsten
- Eva Rydberg
- Sverrir Gudnason
- Sofia Helin